# Endophragmiella arranensis
Endophragmiella arranensis är en svampart som beskrevs av P.M. Kirk 1984. Endophragmiella arranensis ingår i släktet Endophragmiella och familjen Helminthosphaeriaceae.   Inga underarter finns listade i Catalogue of Life.